# Guilty Gear Petit 2
Guilty Gear Petit 2 (ギルティギア プチ 2?, Giruti Gia Puchi 2) è il secondo videogioco della serie Guilty Gear ad essere pubblicato per console portatile. Il titolo, in cui i personaggi di Guilty Gear sono ritratti in versione super deformed, è il sequel di Guilty Gear Petit. Il gioco è stato pubblicato il 27 settembre 2001 per WonderSwan Color esclusivamente in Giappone.

## Personaggi
- Anji Mito
- Axl Low
- Chipp Zanuff
- Fanny
- Faust/Dr. Baldhead
- Jam Kuradoberi
- Johnny
- Ky Kiske
- May
- Millia Rage
- Potemkin
- Sol Badguy
- Testament
- Venom
- Zato-1